# بوتانون
بوتانون (به انگلیسی: Butanone) یک ترکیب شیمیایی با شناسه پاب‌کم ۶۵۶۹ است. شکل ظاهری این ترکیب، مایع بی‌رنگ است.
متیل اتیل کتون به عنوان یک حلال بسیار کارآمد و سودمند برای تولید ترکیبات شیمیایی متنوع مانند پوشش دهنده ها و روکش های سطوح، آلومینیوم، باتری، بدنهی کشتی، لوازم آرایشی، ژلاتین، گرافیت، چسب ها، حشره کش ها، چرم های مصنوعی، ماژیک ها، رزین های بی رنگ، جوهر چاپ، لاستیک، لاک ها، جلادهنده ها، رنگ پاک کن ها،  باروت بی دود، نوار کاستهای مغناطیسی، تولید سلولوز استات و سلولوز نیترات و تولید واکس های پارافینی از نفت خام و جداسازی آن از روغن های روان کننده مورد استفاده قرار میگیرد.

## بوتانون (متیل اتیل کتون) چیست ؟
متیل اتیل کتون (MEK) که به آن بوتانون گفته می شود. با اختصار با عنوان MEK مشاهده می شود. ترکیبی شیمیایی با جرم مولکولی 72.11 گرم بر مول است، که در دمای 79.64 درجه سانتیگراد می جوشد. دانسیته آن کمتر از آب است. متیل کتون ها با شکستن پیوند کربن – کربن به کمک ید مولکولی به استرهای مختلف شکسته می شوند.

## کاربرد متیل اتیل کتون
متیل اتیل کتون یا MEK، به عنوان یک حلال در فرآیندهای رزین، استات سلولز و نیترات سلولز استفاده می شود. کاربردهای حلال ام ای کی بسیار زیاد است. در زیر فقط برخی از این کاربردها را مشاهده می کنید.
- *MEK، حلالی مایع است که در پوشش سطحی، چسب، جوهر چاپ، واسطه شیمیایی، نوار مغناطیسی، درزگیرها و عوامل تخریب روغن استفاده می شود.
- *متیل اتیل کتون، به دلیل اثر بخشی به عنوان یک حلال، به ویژه در فرمولاسیون پوشش های جامد، که به کاهش انتشار گازهای گلخانه ای از عملیات پوشش دهی کمک می کند، بسیار ارزشمند و کارآمد است.
- *در صنعت پلیمر جهت پلیمریزاسیون پلی استایرن و … به کار برده می شود.
- *صنایع غذایی : به عنوان حلال استخراجی جهت استخراج روغن  و کافئین زدایی از چای و قهوه به کار برده می شود.
- *صنعت لاستیک (علت این استفاده را می توان نرخ تبخیر بالای این حلال بیان نمود) –  خودروسازی (به عنوان سوخت و مواد افزودنی سوخت) – رنگ و رزین – کاغذ – چسب و جوهر – صنعت چاپ (به عنوان عامل اتصال دهنده و به عنوان حلال جدا کننده آزئوتروپیک)
- * ضد یخ ها
- *به عنوان یک ماده استخراج کننده در چربی، روغن، موم و رزین به کار برده می شود.
- *روانکار و عوامل موم زدا
- *به عنوان حلال، برای ساخت سایر مواد شیمیایی و تولید موم از نفت استفاده می شود. (در فرایند پلیمریزاسیون پلی استایرن، آکریلونیتریل- بوتادین-استایرن (ABS) و استایرن-بوتادین-رابر (SBR))